# Драганівська сільська рада
Драгані́вська сільська́ ра́да — адміністративно-територіальна одиниця та орган місцевого самоврядування в Тернопільському районі Тернопільської області. Адміністративний центр — село Драганівка.

## Загальні відомості
Драганівська сільська рада утворена в 1939 році.
- Територія ради: 22,52 км²
- Населення ради: 931 особа (станом на 2001 рік)
- Територією ради протікає річка Руда

## Населені пункти
Сільській раді були підпорядковані населені пункти:
- с. Драганівка

## Населення
Згідно з переписом УРСР 1989 року чисельність наявного населення сільської ради становила 1981 особа, з яких 891 чоловік та 1090 жінок.
За переписом населення України 2001 року в сільській раді мешкала 931 особа.

### Мова
Розподіл населення за рідною мовою за даними перепису 2001 року:
| Мова       | Відсоток |
| ---------- | -------- |
| українська | 99,57 %  |
| російська  | 0,32 %   |
| польська   | 0,11 %   |

## Склад ради
Рада складалася з 15 депутатів та голови.
- Голова ради: Борух Анатолій Петрович

### Керівний склад попередніх скликань
| Прізвище, ім'я, по батькові | Основні відомості                                                                                  | Дата обрання | Дата звільнення |
| --------------------------- | -------------------------------------------------------------------------------------------------- | ------------ | --------------- |
| Борух Анатолій Петрович     | Сільський голова, 1981 року народження, освіта вища, член Всеукраїнського об'єднання «Батьківщина» | 26.03.2006   | 31.10.2010      |
| Борух Анатолій Петрович     | Сільський голова, 1981 року народження, освіта вища, член Всеукраїнського об'єднання «Батьківщина» | 31.10.2010   |                 |

Примітка: таблиця складена за даними сайту Верховної Ради України

### Депутати
За результатами місцевих виборів 2010 року депутатами ради стали:

#### За суб'єктами висування
| Суб'єкт висування               | Кількість обраних депутатів | %    |
| ------------------------------- | --------------------------- | ---- |
| Самовисування                   | 11                          | 73,3 |
| Політична партія «Наша Україна» | 2                           | 13,3 |
| Українська Народна Партія       | 2                           | 13,3 |

#### За округами
| № округу                        | Прізвище, ім'я, по батькові | Дата визнання обраним | Освіта             | Партійна приналежність                | Відомості про обраного депутата                                   |
| ------------------------------- | --------------------------- | --------------------- | ------------------ | ------------------------------------- | ----------------------------------------------------------------- |
| Політична партія «Наша Україна» |                             |                       |                    |                                       |                                                                   |
| 2                               | Салук Оксана Богданівна     | 31.10.2010            | середня спеціальна | член Політичної партії «Наша Україна» | Драганівська сільська рада, землевпорядник                        |
| 5                               | Романюк Любов Миколаївна    | 31.10.2010            | вища               | член Політичної партії «Наша Україна» | Драганівська сільська рада, секретар                              |
| Українська Народна Партія       |                             |                       |                    |                                       |                                                                   |
| 8                               | Гута Ганна Ярославівна      | 31.10.2010            | середня            | член Української Народної Партії      | ТЦСО, соціальний працівник                                        |
| 10                              | Гута Надія Іванівна         | 31.10.2010            | вища               | член Української Народної Партії      | Драганівська загальноосвітня школа, вчитель                       |
| Самовисування                   |                             |                       |                    |                                       |                                                                   |
| 1                               | Максим Олександр Степанович | 31.10.2010            | незакінчена вища   | позапартійний                         | ТНЕУ, студент                                                     |
| 3                               | Сагайдак Тарас Романович    | 31.10.2010            | вища               | позапартійний                         | тимчасово не працює                                               |
| 4                               | Ташматов Анатолій Халілович | 31.10.2010            | середня спеціальна | позапартійний                         | ТНЕУ, охоронець                                                   |
| 6                               | Піговський Петро Михайлович | 31.10.2010            | вища               | позапартійний                         | тимчасово не працює                                               |
| 7                               | Гаврон Роман Павлович       | 31.10.2010            | середня спеціальна | позапартійний                         | Спільо Українсько-Польське підприємство «М'ясовіта», техпрацівник |
| 9                               | Іграс Василь Йосипович      | 31.10.2010            | середня спеціальна | позапартійний                         | ВАТ «Тернопільгаз», слюсар з ремонту газового устаткування        |
| 11                              | Демків Василь Ярославович   | 31.10.2010            | середня            | позапартійний                         | тимчасово не працює                                               |
| 12                              | Буцер Роман Володимирович   | 31.10.2010            | середня            | позапартійний                         | тимчасово не працює                                               |
| 13                              | Дошин Ігор Володимирович    | 31.10.2010            | середня спеціальна | позапартійний                         | ТОВ «М'ясовіта», механік                                          |
| 14                              | Рудакевич Уляна Іванівна    | 31.10.2010            | вища               | позапартійна                          | Драганівська сільська рада, начальник ВОС                         |
| 15                              | Бик Мирон Богданович        | 31.10.2010            | незакінчена вища   | позапартійний                         | тимчасово не працює                                               |